# Towarzystwo Kooperatystów
Towarzystwo Kooperatystów – organizacja propagująca idee kooperatyzmu działająca w Warszawie w latach 1906–1939.
Towarzystwo powstało jako organizacja tajna na początku 1906 roku w Warszawie na bazie Sekcji Kooperatywnej Związku Stowarzyszeń Samopomocy Społecznej, założonego przez Edwarda Abramowskiego. Organizacja została formalnie zarejestrowana w listopadzie 1906 roku. W skład pierwszego zarządu weszli: Romuald Mielczarski, dr Rafał Radziwiłłowicz i Stanisław Wojciechowski. W skład Rady Towarzystwa weszli Edward Abramowski, Stanisław Berent, dr Paweł Jankowski, Antoni Mędrecki dr Antoni Natanson, Leon Supiński i Alojzy Wierzchlejewski. W tym czasie Towarzystwo zrzeszało czterdzieścioro członków.
Od jesieni 1906 roku Towarzystwo wydawało tygodnik „Społem”. Redaktorem i wydawcą pierwszego numeru „Społem” był dr Rafał Radziwiłłowicz, a kierownikiem literackim Stanisław Wojciechowski. Nazwę pisma zaproponował Stefan Żeromski, blisko współpracujący z Towarzystwem. W pierwszych latach działalności Towarzystwo Kooperatystów spełniało funkcję ośrodka inspirującego i kierującego ruchem założycielskim stowarzyszeń spożywczych. Działaczką towarzystwa była m.in. Jadwiga Dziubińska, która zorganizowała w 1900 roku pierwszą spółdzielnię uczniowską w Pszczelinie k. Warszawy, oraz Maria Dąbrowska.
W okresie międzywojennym Towarzystwo Kooperatystów skupiało przedstawicieli wszystkich dziedzin spółdzielczości i stanowiło najpoważniejszy ośrodek myśli spółdzielczej w Polsce. Towarzystwem kierował m.in. Jerzy Karol Kurnatowski, Edward Drożniak, zaś od 1932 do 1939 roku Stanisław Thugutt.